# Döbriach am Millstätter See
Döbriach am Millstätter See je naselje v Občini Radenthein v Okraju Špital ob Dravi  na Koroškem v Avstriji.